# عبدالعزیز ملازاده
عبدالعزیز ملازاده معروف به مولوی عبدالعزیز (۳ آذر ۱۲۹۵ در سرباز – ۲۱ مرداد ۱۳۶۶ در مشهد) از چهره‌های مشهور اهل سنت ایران و عضو مجلس خبرگان قانون اساسی بود.
مولوی عبدالعزیز، مؤسس، مدیر و مدرس حوزه مکی زاهدان بود.

## زندگی
عبدالعزیز در سومین روز آذر ماه سال ۱۲۹۵ هـ. ش در روستای دپکور، از توابع بخش مرکزی شهرستان سرباز واقع در جنوب شرقی استان سیستان و بلوچستان به دنیا آمد.
وی مدتی از عمر خویش را در مکه سپری کرد و پس از مدتی بنا به سفارش پدرش به استان سیستان و بلوچستان بازگشت و به خدمت به مردم پرداخت.
از شاگردان وی می‌توان به مولوی عبدالعزیز الهیاری مولوی معاصر خراسان اشاره کرد.

## خانواده
او دارای ۱۴ دختر و چهار پسر بود. فرزند ارشد او عبدالمالک ملازاده فارغ‌التحصیل دانشگاه مدینه در سال ۱۳۷۴ در پاکستان کشته شد. برادر او عبدالرحیم ملازاده نیز مدیر شبکه توحید (وصال فارسی) است. در جریان سفری که وی به عربستان سعودی برای ادای حج داشت پیشنهاد تدریس در مکه به مولوی داده شد و سطح روابط عمیقی توسط وی با علما و استادان دانشگاه‌های اسلامی عربستان سعودی شکل گرفت؛ همین مسئله باعث گردید بسیاری از طلاب با سفارش مولوی عبدالعزیز جهت تحصیل به دانشگاه‌های اسلامی عربستان سعودی اعزام شوند.

## تأسیس دارالعلوم مکی زاهدان
پس از آن‫که مولوی عبدالعزیز به‌طور مستقل در زاهدان سکنی گزید و کارهای اصلاحی و دینی را آغاز کرد، با توجه به کاستی‌های موجود در زمینه علم و دین، در اندیشه ایجاد و تأسیس مدرسه‌ای برای مسلمان افتاد تا بتوانند با علوم اسلامی آشنایی حاصل نمایند. ‬‬
در مسجد جامع آن زمان (مسجد عزیزی کنونی) علاوه بر برگزاری نماز جمعه، به امامت قاضی شاه‌محمد، تعدادی طلبه نیز مشغول فراگیری علوم ابتدایی دینی بودند. پس از فوت قاضی شاه‫‌محمد، مولوی عبدالعزیز در مسجد جامع مستقر شد. در همین زمان مولوی عبدالحمید، که تازه از مدرسه دینی «رحیم‌یارخان» واقع در ایالت پنجاب پاکستان فارغ‌التحصیل شده بود، وارد زاهدان شد و بنا به دعوت مولوی عبدالعزیز، به تدریس علوم دینی اشتغال ورزید. ‬‬
پس از مدتی مولوی عبدالعزیز تصمیم گرفت مدرسه را به‌جایی دیگر منتقل کند.
مولوی عبدالعزیز چون به فکر تأسیس مدرسه دینی افتاد نظر برخی از مردم این بود که مدرسه به عیدگاه قدیم زاهدان (ورودی محله شیرآباد زاهدان) منتقل شود و برخی دیگر می‌گفتند به غرب شهر زاهدان (مکان کنونی مدرسه) منتقل شود. پس از قرعه‌کشی، محل فعلی دارالعلوم زاهدان انتخاب شد. مردم به سرعت زمینی را آماده کردند و در اختیار مولوی عبدالعزیز قرار دادند.
پس از مدتی در سال ۱۳۵۰ هـ. ش طلاب از مدرسه مسجد جامع قدیم به محل کنونی دارالعلوم زاهدان منتقل شدند. در آن زمان مسجد مکی و منازل و خیابان‌های اطراف وجود نداشتند، بلکه مدرسه در بیابانی در بیرون شهر واقع شده بود. بعدها در محل کنونی کتابخانه دارالعلوم، مسجدی کوچک ساخته شد که طلاب و همسایه‌های مدرسه در آن نماز می‌خواندند.

## فعالیت در رادیو
مولوی عبدالعزیز از سال ۱۳۳۸ هـ.ش. در رادیو زاهدان، عصر روزهای پنجشنبه، جهت وعظ و ارشاد مردم و بیان مسائل دینی، به زبان بلوچی برنامه داشتند. در آن زمان جامعه مذهبی بلوچستان از عمده مخاطبان وی بودند و از سخنان مولوی استفاده می‌کردند.
این برنامه‌ها تأثیرات بسیاری در داخل و خارج کشور بر جای گذاشت. بسیاری از بلوچ‌های ساکن پاکستان، افغانستان، ترکمنستان، کشورهای عربی و حتی مهاجران بلوچی که در برخی نقاط آفریقا زندگی می‌کردند از مخاطبان این برنامه‌ها بودند.

## حضور در شورای مرکزی اهل‌سنت (شمس)
از مهم‌ترین فعالیت‌ها و اقدامات مولوی عبدالعزیز تشکیل شورای مرکزی اهل‌سنت (شمس) به همراهی احمد مفتی‌زاده بود.
مفتی‌زاده به همراه مولوی از طریق مکاتبات، تماس تلفنی، فرستادن نمایندگان و گاهگاهی با حضور خود مشغول رایزنی با مسئولین و شورای انقلاب بود تا با مشاوره، ارائه راهکار و اولویت‌بندی امور آشفته به‌وجود آمده را عادی سازد. مولوی با مشارکت مفتی زاده در سال ۱۳۵۹ با تأسیس شورای شمس و در راستای برنامه‌های این شورا سعی در پیشبرد برنامه‌های مذهبی خود داشتند و این شورا تا زمان انحلال اقداماتی را انجام داد و با افراد رده بالای کشوری و لشکری جلسات و مصاحباتی را تشکیل داده و پیروزی‌هایی هم بدست آوردند که از آن جمله می‌توان به درخواست‌شان پیرامون ساخت مسجد اهل سنت در تهران اشاره نمود و وقتی که عده ای از مخالفان آنها و شورای شمس پیشرفت چشم‌گیر آنها را دیدند، سدّ راه آنان شدند و با انحلال و تجزیه این شورا مانع از انجام سایر اقدامات آنها شدند و افراد آن را به طرق متعدد از هم جدا نموده و شورا را علناً منحل نمودند.

## درگذشت
او در آخرین سال‌های عمر خود برای مداوای بیماری‌های متعدد، چند سفر به انگلیس و آمریکا داشت و همچنین برای دیالیز به مشهد رفته بود. در آخر سحرگاه چهارشنبه ۲۱ مرداد ۱۳۶۶ مصادف با ۱۶ ذی‌الحجه ۱۴۰۷ در مشهد درگذشت. پس از انتقال پیکر او به زاهدان، جمعیت زیادی در مراسم تشییع پیکر حضور داشتند و بعد از انتقال به دارالعلوم مکی و پس از غسل دادن، نماز میت خوانده شد و در طی مسیر به سمت زادگاه، مردم خاش نیز بر وی نماز خواندند و در شهر ایرانشهر هم مردم به امامت مولوی قمرالدین بر وی نماز خواندند و نهایتاً در روستای زادگاهش در پایین دست قبر پدرش به خاک سپرده شد.

## جانشین[نیازمند منبع]
مولوی عبدالحمید داماد مولوی عبدالعزیز می‌باشد که پس از درگذشت مولوی عبدالعزیز جانشین وی در دارالعلوم مکی و امام جمعه مسجد مکی گردید.
هم‌اکنون مولوی عبدالحمید امام جمعه اهل سنت زاهدان می‌باشد.